# Cubique de Tschirnhausen

Cubique de Tschirnhausen, pour a=1

En géométrie, la cubique de Tschirnhausen est une courbe algébrique définie par l'équation polaire
{\displaystyle r=a\sec ^{3}(\theta /3).}
(sec est la fonction sécante, inverse du cosinus)

## Histoire
Cette courbe fut étudiée par Ehrenfried Walther von Tschirnhaus, Guillaume de l'Hôpital et Eugène Catalan. Le nom de « cubique de Tschirnhausen » fut mentionné pour la première fois en 1900 par Raymond Clare Archibald, bien qu'elle soit parfois connue sous le nom de « cubique de L'Hôpital » ou « trisectrice de Catalan ».

## Autres équations
Posons t = tan(θ/3). Selon la formule de De Moivre, cela donne :
{\displaystyle x=a\cos(\theta )\sec ^{3}\left({\frac {\theta }{3}}\right)=a\left[\cos ^{3}\left({\frac {\theta }{3}}\right)-3\cos \left({\frac {\theta }{3}}\right)\sin ^{2}\left({\frac {\theta }{3}}\right)\right]\sec ^{3}\left({\frac {\theta }{3}}\right)=a\left[1-3\tan ^{2}\left({\frac {\theta }{3}}\right)\right]=a(1-3t^{2}),}
{\displaystyle y=a\sin(\theta )\sec ^{3}\left({\frac {\theta }{3}}\right)=a\left[3\cos ^{2}\left({\frac {\theta }{3}}\right)\sin \left({\frac {\theta }{3}}\right)-\sin ^{3}\left({\frac {\theta }{3}}\right)\right]\sec ^{3}\left({\frac {\theta }{3}}\right)=a\left[3\tan \left({\frac {\theta }{3}}\right)-\tan ^{3}\left({\frac {\theta }{3}}\right)\right]=at(3-t^{2}).}
ce qui donne une équation paramétrique. Le paramètre t peut être facilement éliminé, ce qui donne l'équation cartésienne
{\displaystyle 27ay^{2}=(a-x)(8a+x)^{2}}.
Si la courbe est translatée horizontalement de 8a, les équations deviennent
{\displaystyle x=3a(3-t^{2})\ ,\ y=at(3-t^{2})}
ou
{\displaystyle x^{3}=9a\left(x^{2}-3y^{2}\right)},
ce qui donne la forme polaire
{\displaystyle r=9a\sec(\theta )\left(1-3\tan ^{2}\theta \right)}.

## Propriétés

### Caustique

Caustique de parabole. Seuls les rayons réfléchis sont représentés. La direction des rayons incidents (non représentés) est donnée par celle de la tangente commune à la parabole et à la caustique, en noir. Les rayons réfléchis sur la gauche de la parabole proviennent d'une source à l'infini vers la droite, ceux réfléchis sur la droite de la parabole proviennent d'une source à l'infini vers la gauche.

Les caustiques de parabole, lorsque la source lumineuse est à l'infini, sont des cubiques de Tschirnhausen. Elle est réduite à un point, le foyer de la parabole, lorsque la direction de la source est l'axe de la parabole.